# Aandelenlease
Aandelenlease is een overeenkomst waarbij iemand ('de klant') geld leent waarmee voor die persoon aandelen worden gekocht. De klant betaalt maandelijks rente en eventueel een bedrag om zijn schuld af te lossen en krijgt ten slotte de opbrengst van de aandelen na aftrek van de eventueel nog niet afgeloste schuld. Zolang de schuld niet is afgelost, dienen de aandelen als onderpand. 

## Beschrijving
Hoewel de details van de door diverse partijen aangeboden constructies enigszins verschillend waren, waren de hoofdlijnen de volgende:
- Een belegger leent geld van de financiële instelling, voor een vooraf afgesproken periode, van drie tot 20 jaar, en betaalt daarover rente.
- Met dit geld worden effecten, veelal aandelen, gekocht, volgens een vooraf afgesproken formule, bijvoorbeeld "conform de AEX-index" of "20% in ieder van de volgende vijf ondernemingen".
- Twee varianten:
  - Restschuldproduct: gedurende de looptijd wordt slechts rente betaald; aan het eind van de looptijd worden de aandelen verkocht; uit de opbrengst wordt de lening afgelost, het restant wordt uitgekeerd; als de opbrengst onvoldoende is ontstaat een restschuld.
  - Aflossingsproduct: gedurende de looptijd wordt rente betaald en ook afgelost; aan het eind wordt de hele opbrengst van de aandelen uitgekeerd.
- Soms betaalde de belegger beheerkosten aan de financiële instelling voor de aan- en verkooptransacties en het bewaren van de gekochte effecten. Soms was dit verwerkt in de rente.
- De belegger is gedurende de looptijd geen juridisch eigenaar is van de effecten. deze blijven in handen van de aanbieder van het leasecontract en dienen als zekerheid in het geval de belegger niet aan de financiële verplichtingen voldoet.

## Voor- en nadelen
Omstreeks 1990 werd het concept aandelenlease bedacht. Legio Lease bracht in Nederland de eerste aandelenleaseproducten op de markt. Op deze wijze werd het particulieren mogelijk gemaakt om op een laagdrempelige manier, zonder veel eigen geld, te beleggen in effecten. 
De aantrekkelijkheid van de aangeboden constructies is de omstandigheid dat indien het rendement op de aandelenportefeuille hoger is dan de rentevoet inclusief kosten, het rendement op de gedane betalingen nog hoger is dan het rendement op de aandelen. Deze hefboomwerking geldt ook bij een ongunstig resultaat: bij waardedaling van de aandelen worden bij een restschuldproduct niet alleen alle gedane betalingen verloren, maar blijft er ook nog een restschuld over, er moet dus aan het eind nog geld toe worden betaald.
Ook waren er fiscale voordelen zoals de aftrekbaarheid van de rente (ook als hierin alle kosten verwerkt waren) met daar tegenover het onbelast zijn van de waarde-aangroei van de aandelen, en de dividendvrijstelling. Successievelijk vervielen deze voordelen door veranderingen in de belastingwetgeving.

## Aanbieders
Een van de bedenkers was Piet Bloemink, de oprichter van Legio Lease. In 1995 en 1996 verkocht Bloemink zijn bedrijf in etappes aan Bank Labouchère, een dochter van Aegon. Aegon verkocht in maart 2000 deze bank aan Dexia.
In de late jaren 90 van de 20e eeuw is dit product in Nederland op grote schaal door financiële instellingen verkocht. Financiële instellingen die actief bij de ontwikkeling en het aanbod van aandelenlease waren betrokken, zijn onder meer:  Fortis (via dochter GroeiVermogen N.V.), Aegon (ook via dochters Bank Labouchere, Legio Lease en Spaarbeleg), Levob Bank, DSB Bank, OHRA Bank, Delta Lloyd en Nationale-Nederlanden.

## Aandelenlease-affaire
In de periode 1990-2000 was er sprake van een gunstig beursklimaat en stegen de koersen. In die tijd kwamen er nauwelijks klachten van klanten die de aandelenleasecontracten waren aangegaan. Medio 2000 kwam hierin een belangrijke kentering, de internetzeepbel spatte uiteen en in twee jaar tijd daalde de aandelenindices wereldwijd met zo'n 50%. Op 4 september 2000 bereikte de AEX-index een top op 701,56 punten, het duurde tot 30 maart 2021 voordat hetzelfde niveau weer werd bereikt.
Op 14 maart 1998 waarschuwde professor Bomhoff al in het NRC Handelsblad voor de leaseproducten. Hij schreef dat in reclame voor aandelenleaseproducten vaak niet genoeg gewezen werd op de aanzienlijke risico's die beleggen met geleend geld met zich brengt. Hij wees in zijn column op de zwakke basis van de uitbundig positieve prognoses en kwam met concrete cijfervoorbeelden over de restschuld in het geval de aandelenkoersen zouden dalen.
Door de algemene daling van de aandelenkoersen kwamen veel deelnemers in de problemen. De aandelen waren minder waard geworden waardoor veel deelnemers met een grote restschuld beleven zitten. Dit leidde tot veel processen.